# Diócesis de Suifu
La diócesis de Suifu (en latín: Dioecesis Siufuana y en chino tradicional, 天主教叙府教區; en chino simplificado, 天主教叙府教区) es una circunscripción eclesiástica de la Iglesia católica en China. Se trata de una diócesis latina, sufragánea de la arquidiócesis de Chongqing. Desde el 16 de diciembre de 2012 su obispo es Peter Luo Xuegang, aunque para el Anuario Pontificio está vacante desde el 13 de febrero de 1998. La Asociación Patriótica Católica China la renombró como diócesis de Yibin en 1992, luego de transferir parte de su territorio a la diócesis de Shunqing (que renombró diócesis de Nanchong) en 1984, sin el asentimiento de la Santa Sede.

## Territorio y organización
La diócesis extiende su jurisdicción sobre los fieles católicos de rito latino residentes en parte del sudeste la provincia de Sichuan (antiguamente, Sechuan, Sutchuen o Szechwan), en donde abarca las ciudades de Yibin (Su-tcheou-fou), Luzhou (Lou-tcheou), Neijiang (Oui-yuen-hien) y Zigong (Tsen-lieou-tsin). Limita al oeste con la diócesis de Jiading (Sichuan) y la diócesis de Ningyuan (País Nosu de Sichuan), al este con la arquidiócesis de Chongqing (Chongqing), al norte con la diócesis de Shunqing (Sichuan), y al sur con la arquidiócesis de Guiyang (Guizhou) y la arquidiócesis de Kunming (Yunnan).
La sede de la diócesis se encuentra en la ciudad de Yibin (antiguamente conocida como Suifu o Su-tcheou-fou), en donde se halla la Catedral del Santísimo Sacramento.
En 2011 en la diócesis existían 20 parroquias y estaciones misioneras.

## Historia
El catolicismo se introdujo en Sichuan en 1640 y se extendió a la parte sur de la provincia a principios del siglo XVIII.
El vicariato apostólico de Sechuan Meridional fue erigido el 24 de enero de 1860 con el breve Pastoralis officii del papa Pío IX, derivando el territorio del vicariato apostólico de Sichuan Sudoriental (hoy arquidiócesis de Chongqing).
La región había sido confiada a misioneros franceses de la Sociedad de las Misiones Extranjeras de París hasta que fueron expulsados de China continental en 1952.
El 12 de agosto de 1910 cedió una parte de su territorio para la erección del vicariato apostólico de Kienchang (hoy diócesis de Ningyuan) mediante el breve Ex hac del papa Pío X.
El 3 de diciembre de 1924 cambió su nombre a vicariato apostólico de Suifu en virtud del decreto Vicarii et Praefecti de la Congregación de Propaganda Fide.
El 10 de julio de 1929 cedió una porción de su territorio para la erección de la prefectura apostólica de Yachou (hoy diócesis de Jiading) mediante el breve Ut spirituali del papa Pío XI.
El 11 de abril de 1946 el vicariato apostólico fue elevado a diócesis con la bula Quotidie Nos del papa Pío XII.
En diciembre de 1949 la ciudad de Suifu fue ocupada por el Partido Comunista de China, que se impuso en la guerra civil y proclamó la República Popular China el 1 de octubre de 1949. El 4 de septiembre de 1951 China comunista expulsó al nuncio apostólico Antonio Riberi y la Santa Sede continuó reconociendo a la República de China en Taiwán como el legítimo gobierno chino. Todos los misioneros extranjeros fueron expulsados de China comunista en 1952, entre ellos el obispo René-Désiré-Romain Boisguérin.
La Asociación Patriótica Católica China fue creada con el apoyo de la Oficina de Asuntos Religiosos de la República Popular de China en 1957, con el objetivo de controlar las actividades de los católicos en China. Su nombre público es Iglesia católica china y es referida como la "Iglesia oficial" en contraposición a la "Iglesia subterránea" o "Iglesia clandestina" leal a la Santa Sede.
En el período de 1966 a 1976 la Revolución Cultural se ensañó especialmente contra la religión, destruyéndose numerosas iglesias y cesaron todas las actividades religiosas en la diócesis, que pudo reanudar sus operaciones a principios de la década de 1980.
La Asociación Patriótica Católica China la renombró como diócesis de Yibin en 1992, luego de transferir parte de su territorio a la diócesis de Shunqing (que renombró diócesis de Nanchong) en 1984, sin el asentimiento de la Santa Sede.
El 16 de diciembre de 2012 falleció Jean Chen Shizhong, obispo "oficial" desde 1985.  El 30 de noviembre de 2011, el anciano prelado ordenó a Peter Luo Xuegang obispo coadjutor de la diócesis, en comunión con la Santa Sede,  que le sucedió en el cargo de obispo ordinario.
El 22 de septiembre de 2018 se firmó en Pekín el Acuerdo provisional entre la Santa Sede y la República Popular de China sobre el nombramiento de los obispos. El 22 de octubre de 2020 el acuerdo fue prorrogado por otros dos años y en octubre de 2022 por otros dos años más.
Debido a la situación particular de la Iglesia católica en China, la Santa Sede no nombra obispos para las diócesis chinas, que son sedes oficialmente vacantes incluso en presencia de obispos reconocidos por Roma.

## Estadísticas
Según algunas estadísticas reportadas por la Agenzia Fides en 2011, la diócesis contaba con 35 000 fieles, 7 sacerdotes, 10 religiosas y 20 parroquias y estaciones misioneras.

## Episcopologio

### Vicarios apostólicos de Se-Chuan Meridional
- Pierre-Julien Pichon, M.E.P. † (24 de enero de

1860-12 de marzo de 1871 falleció)
- Jules Lepley, M.E.P. † (22 de diciembre de 1871-6 de marzo de 1886 renunció)
- Marc Chatagnon, M.E.P. † (25 de enero de 1887-26 de noviembre de 1920 falleció)
- Jean-Pierre Fayolle, M.E.P. † (26 de noviembre de 1920 por sucesión-3 de diciembre de 1924)

### Vicarios apostólicos de Suifu
- Jean-Pierre Fayolle, M.E.P. † (3 de diciembre de 1924-19 de octubre de 1931 falleció)
- Louis-Nestor Renault, M.E.P. † (19 de octubre de 1931 por sucesión-28 de octubre de 1943

falleció)
- René-Désiré-Romain Boisguérin, M.E.P. † (10 de enero de 1946-11 de abril de 1946 nombrado obispo)

### Obispos de Suifu
- René-Désiré-Romain Boisguérin, M.E.P. † (11 de abril de 1946-13 de febrero de 1998

falleció)
- - Sede vacante
  - Wang Ju-guang † (1959 consagrado-1977 falleció) (sin mandato del papa)
  - John Chen Shizhong † (14 de junio de 1985 consagrado-16 de diciembre de 2012

falleció)
- - Peter Luo Xuegang, por sucesión el 16 de diciembre de 2012